# Robert Spies
Robert Cleon Spies (ur. 17 lutego 1891 w Moskwie, zm. 22 października 1982 w Bremie) – tenisista reprezentujący Cesarstwo Niemieckie. Brał udział w igrzyskach w Sztokholmie (1912), gdzie startował w olimpijskich turniejach singlowych i deblowym (w parze z Luisem Marią Heydenem) na kortach otwartych.

## Występy na letnich igrzyskach olimpijskich

### Turnieje singlowe
| Igrzyska | Konkurencja                     | 1/64 finału         | 1/32 finału               | 1/16 finału     | Ćwierćfinał     | Półfinał        | Finał/Mecz o trzecie miejsce | Klasyfikacja końcowa |
| Igrzyska | Konkurencja                     | Rywal               | Rywal                     | Rywal           | Rywal           | Rywal           | Rywal                        | Klasyfikacja końcowa |
| -------- | ------------------------------- | ------------------- | ------------------------- | --------------- | --------------- | --------------- | ---------------------------- | -------------------- |
| LIO 1912 | Turniej singlowy (kort otwarty) | Jaroslav Just W 3:2 | Heinrich Schomburgk P 2:3 | → Nie awansował | → Nie awansował | → Nie awansował | → Nie awansował              | Miejsca 17-32        |

### Turnieje deblowe
| Igrzyska | Konkurencja                             | Partner           | 1/32 finału                 | 1/16 finału                     | Ćwierćfinał            | Półfinał         | Finał/Mecz o trzecie miejsce | Klasyfikacja końcowa |
| Igrzyska | Konkurencja                             | Partner           | Rywal                       | Rywal                           | Rywal                  | Rywal            | Rywal                        | Klasyfikacja końcowa |
| -------- | --------------------------------------- | ----------------- | --------------------------- | ------------------------------- | ---------------------- | ---------------- | ---------------------------- | -------------------- |
| LIO 1912 | Turniej deblowy mężczyzn (kort otwarty) | Luis Maria Heyden | F. Möller T. Grönfors W 3:2 | E. Frigast O. Frederiksen W 3:0 | L. Žemla J. Just P 0:3 | → Nie awansowali | → Nie awansowali             | Miejsca 5-8          |